# ويليام ر. غامبل
ويليام ر. غامبل (بالإنجليزية: William R. Gamble) هو مدافع عن الحقوق المدنية وحلاق أمريكي، ولد في 1850 في موبيل في الولايات المتحدة، وتوفي في 16 أبريل 1910 في سانت بول في الولايات المتحدة.